# Gustl
Cette page présente le prénom Gustl ainsi que ses variantes.
Gustl est un prénom masculin et féminin allemand diminutif de Gustave et Auguste au masculin et d'Augusta au féminin.

## Personnalités portant ce prénom
- Gustl Auinger (en) (né en 1955), pilote autrichien de motocyclette
- Gustl Bayrhammer (en) (1922-1993), acteur allemand
- Gustl Berauer (1912-1986), compétiteur allemano-tchécoslovaque de combiné nordique
- Gustl French (en) (1909-2004), peintre austro-américaine
- Gustl Gstettenbaur (en) (1914-1996), acteur allemand
- Gustl Mollath (né en 1956), allemand, victime d'erreur judiciaire
- Gustl Müller (1903-1989), skieur de fond et sauteur à ski allemand